# Henri Kellen
Henri Kellen (* 7. April 1927 in Oberkerschen; † 27. August 1950 in Rüti ZH) war ein luxemburgischer Radrennfahrer.

## Sportliche Laufbahn
Kellen war Teilnehmer der Olympischen Sommerspiele 1948 in London. Im olympischen Straßenrennen schied er beim Sieg von José Beyaert aus. Die Mannschaft Luxemburgs mit Kellen, Pitty Scheer, Robert Bintz und Marcel Ernzer kam nicht in die Mannschaftswertung. 1948 siegte er Grand-Prix François Faber,  und wurde Zweiter der nationalen Meisterschaft im Straßenrennen der Amateure hinter Robert Bintz. 1949 konnte er die Luxemburg-Rundfahrt für Amateure mit einem Etappensieg und eine Etappe im Rennen Flèche du Sud gewinnen.
1950 wurde er Unabhängiger. Er startete in der Tour de France, schied dort aber auf der 12. Etappe aus. Kellen starb während eines Radrennens in der Schweiz, als er einen Hitzschlag erlitt.

## Ehrungen
Zu seinen Ehren fand von 1962 bis 1980 das Radrennen Grand Prix Henri Kellen in Dippach statt. Zu den Siegern des Rennens gehörten Robert Hentgens und Acácio Da Silva.